# SC Genemuiden
Sportclub Genemuiden is een voetbalclub uit de gelijknamige stad Genemuiden in de provincie Overijssel. Groen en wit zijn de clubkleuren. Het eerste mannenelftal komt al decennia lang uit in de top van het amateurvoetbal. 

## Beschrijving en geschiedenis
Hoewel er al eerder voetbalclubs in Genemuiden bestonden, wordt 22 oktober 1930 als officiële oprichtingsdatum voor SC Genemuiden genomen. De club was jarenlang een stabiele subtopper in de Zaterdag Hoofdklasse C van de KNVB en komt met ingang van het seizoen 2010/11 uit in de nieuw gevormde Topklasse. De club won meerdere titels 1947-1962 (10x) en van 1989-2014 (3x), districtsbekers (5x) en algehele (zaterdag)amateurbekers (2x) op het hoogste amateurniveau, waaronder het kampioenschap in de Zaterdag Hoofdklasse C in het seizoen 2013/14 en de winsten in de Noordelijke districtsbeker in de seizoenen 2011/12 en 2004/05. Verder werd in het laatstgenoemde seizoen 2004/05 ook nog de KNVB beker voor amateurs gewonnen na een finale tegen Excelsior Maassluis.
Op de ranglijst vanaf 1970 tot de invoering van de Topklasse Zaterdag, eindigde SC Genemuiden op de 10e plaats. In het laatste klassement dat uitgebracht werd vanaf 2010 neemt SC Genemuiden de 12e plaats in. Deze lijst werd decennialang aangevoerd door de Quick Boys uit Katwijk, maar sinds 2012 door V.V. IJsselmeervogels uit Spakenburg.
Ondanks meerdere afdelingstitels, lukte het sc Genemuiden nooit een titel Landskampioen Zaterdagamateurs te veroveren en van daaruit te spelen voor het Algeheel Amateurkampioenschap van Nederland. Sportclub Genemuiden is de eerste club in de geschiedenis van de Topklasse die direct na degradatie weer promoveerde naar het hoogste amateurniveau.
Door de promotie van SC Genemuiden naar de Topklasse speelde de club ook vanaf het seizoen 2010/11 op het hoogste amateurvoetbalniveau in Nederland. Zodoende speelde de vereniging al sinds 1982 onafgebroken op het hoogste niveau, terwijl de club al 42 jaar (sinds 1971) niet meer gedegradeerd was. De Topklasse werd bereikt, na een 5e plek in de eindstand van de Hoofdklasse C in het seizoen 2009/10. Deze notering gaf recht op de play-offs voor de Topklasse, die gewonnen werden na een dubbele confrontatie met ARC uit Alphen aan den Rijn.
Aanvaller Sijmon Eenkhoorn is de jongste doelpuntenmaker in de Zaterdag Topklasse. Eenkhoorn was 17 jaar en 317 dagen oud toen hij op 1 september 2012 zijn eerste doelpunt maakte voor SC Genemuiden. Overigens is GVVV-spits Dennis van Meegdenburg de oudste doelpuntenmaker in diezelfde Topklasse. In de eerste drie seizoenen van de Topklasse zaterdag was Genemuiden telkens koploper na de eerste speelronde, maar in 2013 degradeerde de club toch naar de Hoofdklasse en daarmee kwam er alsnog een eind aan het continue verblijf op het hoogste niveau. Opmerkelijk hierbij was dat SC Genemuiden in dit betreffende topklasseseizoen, na kampioen vv Katwijk, met 63 doelpunten de meest scorende ploeg was, maar dus toch niet voor het hoogste amateurniveau behouden bleef. Hiermee werd de club ook de meest scorende degradant in de historie van de Topklasse.
In de KNVB beker heeft Sportclub Genemuiden meerdere keren tegen eredivisie clubs gespeeld. In 2011 werd er thuis verloren van FC Groningen (3-2) en in 2012 uit van FC Twente (4-3). In 2015 werd er, na strafschoppen, gewonnen van ADO Den Haag, de ronde erna was PSV met 6-0 te sterk. In oktober 2024 speelden de Gaellemunigers een thuiswedstrijd tegen  Eredivisionist Willem II. Na een vlotte 2-0 voorsprong, ging het diep in blessuretijd alsnog mis: 2-2. In de verlenging gingen de Tilburgers er vervolgens met de winst vandoor.

## Erelijst
Christelijke Nederlandse Voetbal Bond (Zwolle)
Kampioen 1936 van de 2e klasse
Afdeling Zwolle
Kampioen in 1942, 1943 en 1946
Algemeen kampioen zaterdagclubs Afdeling Zwolle in 1942
Algemeen kampioen zaterdag- en zondagclubs Afdeling Zwolle in 1942
Oost-Nederland
Kampioen in 1947, 1950, 1954, 1955, 1956, 1957, 1958, 1959, 1961 en 1962
Zaterdag Hoofdklasse C
Kampioen in 2004 en 2014
Afdelingstitels
1980, 1982, 1989
Zaterdagbeker
Winnaar in 1958
Districtsbeker Noord
Winnaar in 1997, 2003, 2005 en 2012
KNVB beker voor amateurs
Winnaar in 2005

## Competitieresultaten 1947–heden
| 1 |

| 6 |

| 4 4A |

| 1 4B |

| 6 |

| 2 |

| 3 |

| 1 |

| 1 |

| 1 |

| 1 |

| 1 3B |

| 1 3A |

| 3 3A |

| 1 |

| 1 |

| 3 2C |

| 12 2A |

| 10 2B |

| 5 2D |

| 5 2D |

| 6 2C |

| 7 2E |

| 9 2D |

| 10 2C |

| 4 3A |

| 10 3A |

| 8 3A |

| 10 3A |

| 6 3A |

| 9 3A |

| 9 3A |

| 7 3A |

| 1 3A |

| 3 2D |

| 1 2E |

| 10 1B |

| 11 1C |

| 6 1C |

| 11 1C |

| 6 1C |

| 6 1B |

| 1 1C |

| 4 1C |

| 6 1C |

| 4 1C |

| 2 1C |

| 5 1C |

| 5 1C |

| 4 1C |

| 4 C |

| 2 C |

| 3 C |

| 5 C |

| 8 C |

| 4 C |

| 4 C |

| 1 C |

| 8 C |

| 2 C |

| 7 C |

| 5 C |

| 8 C |

| 5 C |

| 7 |

| 7 |

| 14 |

| 1 C |

| 16 |

| 10 C |

| 6 B |

| 3 B |

| 11 B |

| x B |

| x B |

| 4 B |

| 3 B |

| 3 A |

| 8 A |

| ? A |

| Topklasse/3e Divisie | Hoofdklasse/4e divisie | Eerste klasse | Tweede klasse | Derde klasse | Vierde klasse |

seizoenen 2019/20 en 2020/21 werden stopgezet vanwege de coronapandemie
In elke staaf van de grafiek staat van boven naar beneden vermeld: 
- Eindnotering

Dit is de positie die de club heeft bereikt in de competitie, zonder eventuele beslissings-, play-off- of nacompetitiewedstrijden die nodig zijn geweest om bijvoorbeeld de kampioen van de competitie te bepalen.
Indien een * achter het getal staat is de notering een tussenstand en kan het zijn dat de notering niet overeenkomt met de uiteindelijke eindstand van de competitie.
Staat er een - dan is het seizoen nog bezig en is er geen definitieve uitslag bekend.
Staat er xx op de positie van de notering, dan heeft de club vroegtijdig de competitie verlaten. Dit kan onder andere komen door terugtrekking van het team, faillissement van de club of door een uitgedeelde straf van de KNVB. In veel gevallen staat elders in het artikel de reden vermeld.
Staat er een ? dan is het resultaat uit het verleden onbekend, en is alleen de competitie of het niveau bekend van dat seizoen.
In de seizoenen 2019/20 en 2020/21 werd wegens de coronacrisis het amateurvoetbal afgebroken. Daardoor kennen deze staven geen eindklassering (middels -- weergegeven).
- Competitieniveau en afdelingsletter of Officiële eindstand Eredivisie
  - Competitieniveau en afdelingsletter

Hierbij geeft het getal het niveau weer, dat ook terug te vinden is in de legenda. De letter is de afdelingsaanduiding en wordt gebruikt wanneer er meer afdelingen zijn op hetzelfde niveau. De afdelingsletter is altijd een hoofdletter en wordt meestal zonder nummer gebruikt.
Voorbeeld: 2F is niveau 2e klasse competitie F.
Het competitieniveau en nummer wordt niet vermeld wanneer er slechts één competitie van dit niveau was.
  - Officiële eindstand Eredivisie (getal staat tussen haakjes vermeld)

Sinds de introductie van play-offwedstrijden voor Europees voetbal na afloop van de reguliere competitie in 2005/06, is de KNVB verplicht een eindstand van de Eredivisie door te geven aan de UEFA aan de hand van deze play-offwedstrijden.
Bij deze eindstand staan clubs die zich hebben gekwalificeerd voor Europees voetbal hoger dan clubs die zich niet wisten te kwalificeren. Indien er geen verschil was tussen de eindnotering en de officiële eindstand, staat dit getal niet vermeld.

- Onderafdeling

Hier staat afgekort de naam van de onderafdeling indien de club in dat jaar in een onderafdeling uitkwam. Tevens staat deze afkorting in de legenda en wordt gelinkt naar het artikel over deze onderafdeling. Deze afkorting wordt alleen vermeld wanneer de club in het verleden in verschillende onderafdelingen heeft gespeeld. Deze vermelding is in de staaf altijd in kleine letters. Deze onderafdelingen zijn na het seizoen 1995/96 afgeschaft. Heeft de club in slechts één onderafdeling gespeeld, dan is dit alleen terug te vinden in de legenda.
Onder de staaf staat het jaartal vermeld waarin het seizoen is afgesloten. 15 verwijst naar het seizoen 2014/15 of eventueel het seizoen 1914/15.
Wanneer een staaf leeg is, zijn deze gegevens niet bekend. Het kan ook zijn dat de club dat seizoen niet heeft meegespeeld op het hogere amateurniveau, vroegtijdig de competitie heeft verlaten of uit de competitie is gezet.

In het seizoen 1944/45 was er wegens de Tweede Wereldoorlog geen regulier competitievoetbal.

## SC Genemuiden in de KNVB Beker
Dit schema laat de resultaten zien van SC Genemuiden tegen profclubs in de KNVB Beker.
| Seizoen | Ronde     | Wedstrijd                       | Uitslag        |
| ------- | --------- | ------------------------------- | -------------- |
| 1987/88 | 1e ronde  | SC Genemuiden - RBC             | 0-1            |
| 1989/90 | 1e ronde  | SC Genemuiden - VVV             | 2-4            |
| 1990/91 | 1e ronde  | SC Genemuiden - De Graafschap   | 2-3 n.v.       |
| 1997/98 | Groep 4   | SC Genemuiden - FC Groningen    | 0-4            |
| 1997/98 | Groep 4   | SC Genemuiden - BV Veendam      | 1-2            |
| 2000/01 | Groep 17  | BV Emmen - SC Genemuiden        | 3-2            |
| 2002/03 | Groep 19  | SC Genemuiden - SC Cambuur      | 0-7            |
| 2004/05 | 1e ronde  | SC Genemuiden - Go Ahead Eagles | 0-11           |
| 2006/07 | 2e ronde  | SC Genemuiden - FC Omniworld    | 3-2 n.v.       |
| 2010/11 | 8e finale | SC Genemuiden - FC Groningen    | 2-3            |
| 2011/12 | 3e ronde  | Fc Twente - SC Genemuiden       | 4-3            |
| 2015/16 | 2e ronde  | SC Genemuiden - ADO Den Haag    | 3-3 (3-1 n.s.) |
| 2015/16 | 3e ronde  | PSV - SC Genemuiden             | 6-0            |
| 2024/25 | 1e ronde  | SC Genemuiden - Willem II       | 2-3 n.v.       |

## Bekende (ex-)spelers
- Gert Abma
- Masies Artien
- Harm van Dalfzen
- Robina Eenkhoorn
- Martijn Jansen

DESZ · SC Genemuiden · VV Olympia '28